# Філіп Боско
Філіп Боско (англ. Philip Michael Bosco, 26 вересня 1930, Джерсі-Сіті — 3 грудня 2018, Гаворд, округ Берген) — американський актор театру і кіно.

## Життєпис
Філіп Боско народився в Джерсі-Сіті, штат Нью-Джерсі. Мати — Маргарет Реймонд (Margaret Raymond) (уроджена Тек (Thek)), мала німецьке коріння й працювала в місцевій поліції. Батько — Філіп Лупо Боско, походив з італійської родини, аніматор. Професійну освіту майбутній актор отримав у школі Святого Петра в Джерсі-Сіті. Згодом, у Католицькому університеті Америки на драматичному факультеті. Активну участь брав у студентському житті і був виконавцем головної ролі у п'єсі Шекспіра «Річард III».
2 січня 1957 року Філіп Боско одружився з однокурсницею Ненсі Енн Данкл (Nancy Ann Dunkle), став батьком сімох дітей — Дженні, Діана, Філіп, Кріс, Джон, Лайза, Селія та мав 15 онуків. До кінця життя мешкав разом з родиною в Гаворті, штат Нью-Джерсі.
3 грудня 2018 році Філіп Боско помер у своєму будинку від деменції у віці 88 років. Похований на кладовищі Brookside в Інглвуді, штат Нью-Джерсі.

## Творчість
Філіп Боско розпочав кар'єру з Бродвейського театру. 1961 року був номінований на премію «Тоні» за найкращу чоловічу роль другого плану в п′єсі «The Rape of the Belt». Крім того, Філіп Боско грав провідні ролі в таких п′єсах, як Сірано де Бержерак, Король Лір і Дванадцята ніч.
Провідні ролі Філіп Боско виконував і в п'єсах Бернарда Шоу, серед яких Людина і надлюдина (англ. Man and Superman), Свята Йоанна (англ. Saint Joan), Професія місіс Воррен, Майор Барбара (англ. Major Barbara), Будинок, де розбиваються серця (спільно з Рексом Гаррісоном) і Поживемо - побачимо (англ. You Never Can Tell). Спільно з американською акторкою Ширлі Найт працював у театральному об′єднанні The Roundabout Theatre Company над п'єсою Вільяма Інджа «Повертайся, маленька Шеба» (англ. Come Back, Little Sheba).
Філіп Боско став відомим завдяки блискучій грі у театральних роботах: комедійна п′єса Кена Людвіґа «Позич мені тенор» (Lend Me a Tenor, 1989), п′єса Джона Бойнтона Прістлі «Дзвінок інспектора» (англ. An Inspector Calls, 1994), твір за романом Генрі Джеймса «Спадкоємиця» (англ. The Heiress, 1995), п′єса Майкла Фрейна «Копенгаген» (англ. Copenhagen, 2000), твір Реджинальда Роуза «Дванадцять сердитих чоловіків» (англ. Twelve Angry Men, 2004).
2005 року Філіп Боско виконував роль дідуся Потса у мюзиклі Chitty Chitty Bang Bang, 2006 року — роль капітана Шатовера у п′єсі «Будинок, де розбиваються серця» у Бродвейському театрі. 2010 року Філіп Боско завершив театральну кар′єру.

## Фільмографія

### Фільм
| Рік  | Українська назва                | Оригінальна назва             | Роль                   | Примітки |
| ---- | ------------------------------- | ----------------------------- | ---------------------- | -------- |
| 1968 | Чудовий спосіб померти          | A Lovely Way to Die           | Фуллер                 |          |
| 1983 | Помінятися місцями              | Trading Places                | Лікар                  |          |
| 1984 | Хрещений батько Гринвіч-Віллидж | The Pope of Greenwich Village | Батько Полі            |          |
| 1985 | Допоможіть нам, небеса          | Heaven Help Us                | Брат Пауло             |          |
| 1985 | Скляні стіни                    | Walls of Glass                | Джеймс Фланаган        |          |
| 1986 | Прірва                          | The Money Pit                 | Керлі                  |          |
| 1986 | Діти меньшого Бога              | Children of a Lesser God      | доктор Куртис Франклін |          |
| 1987 | Підозрюваний                    | Suspect                       | Пауль Грей             |          |
| 1987 | Троє чоловіків і немовля        | Three Men and a Baby          | Детектив Мелковец      |          |
| 1988 | Інша жінка                      | Another Woman                 | Сем                    |          |
| 1988 | Ділова дівчина                  | Working Girl                  | Орен Траско            |          |
| 1989 |                                 | The Luckiest Man in the World | Сем Познер             |          |
| 1989 | Команда мрії                    | The Dream Team                | O'Маллей               |          |
| 1990 | Блакитна сталь                  | Blue Steel                    | Френк Тернер           |          |
| 1990 | Швидкі зміни                    | Quick Change                  | Водій автобуса         |          |
| 1991 | Правдиві кольори                | True Colors                   | Сенатор Френк Стюбенс  |          |
| 1991 | Ілюзія вбивства 2               | F/X2                          | Лейтенант Рей Шілак    |          |
| 1991 | Тіні і туман                    | Shadows and Fog               | Містер Паульсен        |          |
| 1992 | Відверта розмова                | Straight Talk                 | Джин Перлман           |          |
| 1994 | Енджі                           | Angie                         | Френк                  |          |
| 1994 | Кишенькові гроші                | Milk Money                    | Джері                  |          |
| 1994 | Безпечний прохід                | Safe Passage                  | Морт                   |          |
| 1994 | Без дурнів                      | Nobody's Fool                 | Суддя Флетт            |          |
| 1995 | Двоє: Я і моя тінь              | It Takes Two                  | Вінченцо               |          |
| 1996 | Клуб перших дружин              | The First Wives Club          | Дядько Кармін Мореллі  |          |
| 1996 | Сюрприз!                        | Surprise!                     | Кабі                   |          |
| 1997 | Весілля мого найкращого друга   | My Best Friend's Wedding      | Волтер Воллас          |          |
| 1997 | Розбираючи Гаррі                | Deconstructing Harry          | Професор Кларк         |          |
| 1997 | Критичний догляд                | Critical Care                 | Доктор Гофстадер       |          |
| 2000 | Вундеркінд                      | Wonder Boys                   | Батько Емілі           |          |
| 2000 | Шафт                            | Shaft                         | Вальтер Вейд Старший   |          |
| 2000 | Бруклінський сонет              | Brooklyn Sonnet               | Дядько Чіка            |          |
| 2001 | Кейт і Лео                      | Kate & Leopold                | Дворецький             |          |
| 2002 |                                 | Abandon                       | Професор Jergensen     |          |
| 2005 | Метод Хітча                     | Hitch                         | Містер O'Brian         |          |
| 2006 | Зворотня сторони правди         | Freedomland                   | Священник              |          |
| 2007 | Севеджі (або Дикуни)            | The Savages                   | Ленні Севедж           |          |
| 2009 | Коли настає вечір               | When the Evening Comes        | Мартін Коррадо         |          |

### Серіал
| Рік       | Українська назва                    | Оригінальна назва                   | Роль                                         | Примітки                                             |
| --------- | ----------------------------------- | ----------------------------------- | -------------------------------------------- | ---------------------------------------------------- |
| 1953      | Ви там?                             | You Are There                       | Sam Houston                                  | 2 сезон                                              |
| 1961      |                                     | DuPont Show of the Month            | Duke Michael                                 | Серія: «The Prisoner of Zenda»                       |
| 1961      |                                     | Armstrong Circle Theatre            | Roy Thornton                                 | Серія: «Medicine Man»                                |
| 1961      |                                     | Sunday Showcase                     | General Gordon                               | Серія: «Our American Heritage: Gentleman's Decision» |
| 1961      |                                     | Our American Heritage               | General Gordon                               | Серія: «Gentleman's Decision»                        |
| 1963–1965 | Доктори і медсестри                 | The Doctors and the Nurses          | Ralph Maley / Hap Spencer / Parnell Sullivan | 3 сезон                                              |
| 1965      | Захисники                           | The Defenders                       | Dr. Manfredi                                 | Серія: «Whipping Boy»                                |
| 1965      |                                     | For the People                      | Detective Willard                            | 2 сезони                                             |
| 1965      |                                     | The Trials of O'Brien               | Theo                                         | Серія: «Charlie's Got All the Luck»                  |
| 1966      |                                     | Hawk                                | Nick Ingland                                 | Серія: «Game with a Dead End»                        |
| 1966      |                                     | NET Playhouse                       | Peter Stockmann                              | Серія: «An Enemy of the People»                      |
| 1968      |                                     | N.Y.P.D.                            |                                              | Серія: «What's a Nice Girl Like You…»                |
| 1971      |                                     | Great Performances                  | Father Coyne                                 | Серія: «Hogan's Goat»                                |
| 1978      |                                     | Ryan's Hope                         | Dr. Gillette                                 | Серія: #1.789                                        |
| 1979      | Дороговказне світло                 | Guiding Light                       | Clarence Baily                               |                                                      |
| 1981      |                                     | Nurse                               | Dr. Harry Wallenberg                         | Серія: «Equal Opportunity»                           |
| 1985      |                                     | American Playhouse                  | Gaetano Altobelli                            | Серія: «Some Men Need Help»                          |
| 1986      |                                     | Liberty                             | Boss William Tweed                           | Телевистава                                          |
| 1986      |                                     | Rage of Angels: The Story Continues | Thomas Colfax                                | Телевистава                                          |
| 1986–1989 |                                     | The Equalizer                       | Oscar / Brian                                | 2 серії                                              |
| 1987      |                                     | ABC Afterschool Special             | Grandfather                                  | Серія: «Read Between the Lines»                      |
| 1987      |                                     | Leg Work                            | Dawson                                       | Серія: «All This and a Gold Card Too»                |
| 1987      |                                     | Echoes in the Darkness              | Judge Garb                                   | Телевистава                                          |
| 1988      |                                     | Spenser: For Hire                   | David McVane                                 | Серія: «Substantial Justice»                         |
| 1988      |                                     | Internal Affairs                    | John Wycoff                                  | Телевистава                                          |
| 1989      |                                     | Murder in Black and White           | Wycoff                                       | Телевистава                                          |
| 1990      |                                     | The Civil War                       | Horace Greeley / various (голос)             | 9 серій                                              |
| 1990      |                                     | Against the Law                     | Judge Webb                                   | Серія: «Contempt»                                    |
| 1990–1999 | Закон і порядок                     | Law & Order                         | Gordon Schell / Lee Jerrold / Mr. Dobbs      | 5 сезонів                                            |
| 1990–2010 |                                     | American Experience                 | Narrator / голос                             | 3 серій                                              |
| 1991      |                                     | The Return of Eliot Ness            | Art Malto                                    | Телефільм                                            |
| 1992      |                                     | Lincoln                             | Frederick Seward (voice)                     | Телефільм                                            |
| 1993      |                                     | Tribeca                             | Harry Arsharsky                              | 7 сезон                                              |
| 1994      | Проти стіни                         | Against the Wall                    | Освард                                       | Телефільм                                            |
| 1994      |                                     | The Forget-Me-Not Murders           | Chief                                        | Телефільм                                            |
| 1994      |                                     | Janek: The Silent Betrayal          | Chief Wycoff                                 | Телефільм                                            |
| 1995      |                                     | Young at Heart                      | Patsy                                        | Телефільм                                            |
| 1997      | Ранковий випуск                     | Early Edition                       | Killabrew                                    | Серія: «Bat Masterson»                               |
| 1997      |                                     | Remember WENN                       | Palermo Racine                               | Серія: «A Star in Stripes Forever»                   |
| 1997      |                                     | Liberty! The American Revolution    | Benjamin Franklin                            | 5 сезон                                              |
| 1998      |                                     | Cosby                               |                                              | Серія: «Enter Lucas»                                 |
| 1998      |                                     | Soul Man                            | Snake Eye                                    | Серія: «Raising Heck»                                |
| 1998      |                                     | Carriers                            | Col. John O. Bailey                          | Телефільм                                            |
| 1998      | Дванадцята ніч                      | Twelfth Night, or What You Will     | Malvolio                                     | Телефільм                                            |
| 1998      |                                     | Spin City                           | Randall Winston, Sr.                         | Серія: «Gobble the Wonder Turkey Saves the Day»      |
| 1999      |                                     | Bonanno: A Godfather's Story        | Steve Maggadino Sr.                          | Телефільм                                            |
| 2000      |                                     | All My Children                     | Lyle Wedgewood                               | 1 сезон                                              |
| 2000      |                                     | Cupid &amp; Cate                    | Dominic DeAngelo                             | Телефільм                                            |
| 2001      |                                     | No Ordinary Baby                    | Dr. Ed Walden                                | Телефільм                                            |
| 2001–2004 |                                     | Ed                                  | Alan Stevens                                 | 2 сезони                                             |
| 2002      |                                     | Cyberchase                          | Zeus (voice)                                 | Серія: «Zeus on the Loose»                           |
| 2002      | Закон і порядок: Злочинні наміри    | Law & Order: Criminal Intent        | Prof. Winthrop                               | Серія: «Anti-Thesis»                                 |
| 2002–2006 | Закон і порядок: Спеціальний корпус | Law & Order: Special Victims Unit   | Judge Joseph P. Terhune / Davis Langley      | 6 серій                                              |
| 2003      |                                     | Freedom: A History of Us            | Various voices                               | 7 серій                                              |
| 2007–2009 | Сутички                             | Damages                             | Hollis Nye                                   | 12 серій                                             |

## Нагороди
- Денна премія «Еммі»: «ABC Afterschool Specials» за епізод Read Between The Lines — найкращий ведучий дитячої програми (1988)
- Американська театральна премія «Драма Деск»: «Lend Me a Tenor» — найкраща чоловіча роль (1989)
- Премія Тоні: «Lend Me a Tenor» — найкраща чоловіча роль (1989)
- Премія Національної ради кінокритиків США: «Клуб перших дружин» — кращий акторський склад (1996)

- Премія Gotham Awards: «The Savages» — номінація за найкращий акторський склад (2007)
- Премія AARP Movies for Grownups Awards: «The Savages» — найкращий актор другого плану (2008)